# Rambla Encira
Rambla Encira es un despoblado perteneciente a Nacimiento , situada a kilómetro y medio del pueblo. Abandonado en la segunda mitad del siglo XX, se encuentra en ruinas. 

## Historia
En el siglo XIX ya hay referencias que citan a la pedanía, que empezó a desarrollarse gracias a las minas de hierro que había en la zona. A principios del siglo XX, contaba ya con unos 255 habitantes. La mayoría se dedicaban a la agricultura de secano, trigo y cebada y al cultivo de frutales en la rambla. No contaba con tiendas ni ningún otro servicio, pero sí disponía de escuela inaugurada en diciembre de 1925. El cierre de las minas, y la emigración de tantos almerienses a Cataluña, unido a que el pueblo no disponía de electricidad, produjo su abandono. 

## Senderismo
Por la pedanía pasan varias rutas de senderismo, entre ellas, el Camino Mozárabe de Santiago.   

## Curiosidades
Existe una coplilla del pueblo que dice: "En la Rambla no hay reloj/ ni Ayuntamiento ni plaza/ ni juez ni gobernador/ que es gente de esparto y maza / que a pedrás matan a Dios / y le rompen la calabaza."